# Альфред Кастлер
Альфред Кастлер (фр. Alfred Kastler; 3 травня 1902, Гебвіллер, Ельзас — 7 січня 1984, Бандоль, Франція) — французький фізик, лауреат Нобелівської премії з фізики за 1966 рік "за відкриття та розробку оптичних методів дослідження резонансів Герца в атомах ".

## Біографія
Кастлер відвідував ліцей Бартольді в м. Кольмар в Ельзасі. У 1921 році вступає до École Normale Supérieure в Парижі. Після закінчення в 1926 році викладає фізику у ліцеї Меллуза, потім в університеті Бордо, де до 1941 року перебуває на посаді професора. На прохання Жоржа Брука повертається в École Normale Supérieure, де в 1952 році отримує кафедру.
Спільно в Жаном Бросселем, Кастлер проводив дослідження в галузі квантової механіки, взаємодії випромінювання та атомів, спектроскопії. Працюючи над комбінацією оптичного резонансу і магнітного резонансу, застосував метод "оптичного накачування ". Своїми роботами завершив теорію лазерів і мазерів.
В 1966 році отримав Нобелівську премію з фізики.
Був головою правління Інституту теоретичної та практичної фізики (Institut d'optique théorique et appliquée).

## Лабораторія Кастлера-Бросселя
Майже всю свою дослідницьку кар'єру Кастлер провів у École Normale Supérieure в Парижі, де він, разом зі студентом Жаном Бросселем, заснував після війни невелику дослідницьку групу, що засмалася спектроскопією.
За сорок років ця група підготувала багато молодих фізиків і мала значний вплив на розвиток атомної фізики Франції. В 1994 році лабораторія Laboratoire de Spectroscopie hertzienne була перейменована в Лабораторію Кастлера-Бросселя.